# 带状疱疹
帶狀疱疹（英語：herpes zoster、shingles、zoster或zona）中醫又稱纏腰火龍、纏腰火丹，俗稱蜘蛛瘡、生蛇、皮蛇、皮炎、白蛇、飛蛇，是一種病毒性疾病，特徵為局部出現強烈疼痛的群聚皮膚水泡。典型病徵為在身體左側或右側或臉部呈現帶狀的水痘，水痘出現前二至四天會出現麻刺感或局部疼痛，其他症狀鮮少出現。紅疹通常會於二到四週內痊癒，然而有些人發生持續數月或數年的神經痛，這種情形稱為帶狀疱疹後的神經痛。免疫抑制的患者身上可能疹子會散佈較廣的範圍；如果疹子擴散到眼部，可能導致視力減損。
帶狀疱疹通常是因人體對水痘帶狀疱疹病毒（VZV）有所反應而引起。初次感染VZV的患者可能會出現水痘。水痘痊癒後，病毒會潛伏於神經元中。當病毒再度轉為活性，便會經由神經行遍全身造成疹子。引起病毒活化的危險因子包含年長、免疫功能低下、嬰幼期（小於18個月大）水痘病史。病毒如何滯留於人體或再次活性化的成因目前仍不清楚。 未得過水痘的患者會在暴露於疹子病毒的情況下得水痘，但不會引起帶狀疱疹。診斷結果通常因個人體徵或症狀而異。帶狀疱疹病毒與單純疱疹病毒雖同屬疱疹病毒科，但分別為不同種病毒。
接种帶狀皰疹疫苗是预防带状疱疹经济、便捷、科学和有效的方式。如Zostavax疫苗可降低50-80歲施打者一半的得病機率，也有助於降低帶狀疱疹後的神經痛，或再發時的嚴重度。疫苗對80歲以上施打者仍然有效，只是效力較弱。帶狀疱疹疫苗包含水痘疫苗類似成分，只是劑量較高。當帶狀疱疹發病的最初72小時內，服用阿昔洛韦等抗病毒藥物可緩和病情和減短病期。目前尚無證據顯示抗病毒藥物或類固醇對帶狀疱疹後的神經痛有所影響。普拿疼、NSAID，或鴉片類藥物可能有助緩和劇痛。

據估計約有三分之一的人一生中可能罹患帶狀疱疹，常見於年長者或兒童中。資料顯示每千位健康者中約有1.2－3.4位患病，65歲以上年長者每千人中達3.9－11.8位患病。85歲以上高齡者有將近一半的人至少曾發病過一次，小於5%的人發病超過一次。帶狀疱疹被認為是歷史悠久的疾病，在阿拉伯語中被稱為「火之腰帶」，西班牙語中稱為「小蛇」，印地語中稱為「起大疹」。

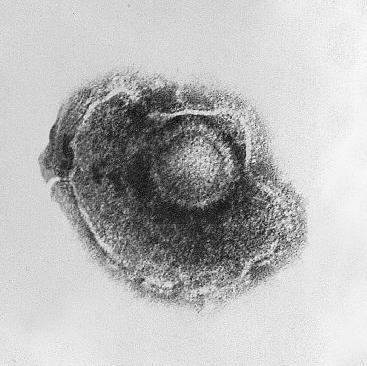
電子顯微鏡下的水痘帶狀疱疹病毒，約15萬倍。

## 流行病學
全球带状疱疹发病率为3‰-5‰，亚太地区为3‰-10‰。带状疱疹常见于中老年人群，50岁以后带状疱疹的发病率急剧上升，60岁人群发病率为6~8‰，80岁人群发病率为8~12‰。
日本宮崎縣縣内的醫療機關調查1997－2006年間的4万8,388例（男2万181人、女2万8,207人），8月發病的機率較高，冬天則較少。带状疱疹與水痘之間的流行疫情成反比。

## 临床症状
局部遇热瘙痒，呈現红色带袍症状，常出现在腰部及后腰部，有传染性。通常小時候被传染，其症狀為水痘，不为带状疱疹，長大復發時為带状疱疹。通常於2星期內自行緩解，當免疫力下降或精神壓力過大時會再次出现。
帶狀疱疹發病時，患者會有疲倦、瞌睡、全身不適、腸胃不舒服（便秘）、發燒等症狀（發低燒或者發燙），病發的部位將會變硬（病發部位會重複病發，通常是有大量神經線的地方），腫脹，以及變得極度敏感，甚至觸碰到衣服也會痛。之後一兩天痛的部位的皮膚開始出現紅點，疹子，微腫，不過這時候神經性痛會消失，隨後紅色疹子會接連在一起變成水泡。
大约10%-30%的带状疱疹患者会出现带状疱疹后神经痛，60岁及以上的带状疱疹患者约65%会发生带状疱疹后神经痛。

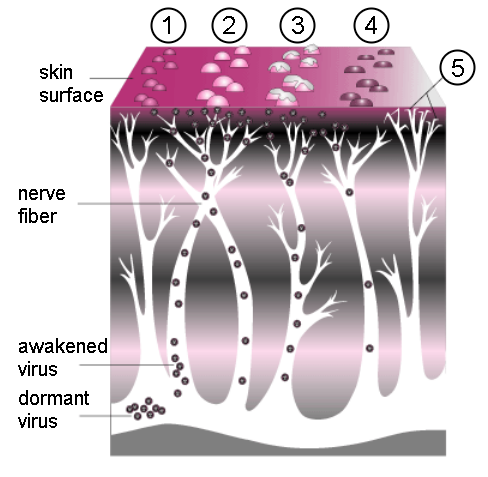
帶狀疱疹的進展。群集的小凸點（1）變成水泡（2）的。水泡充滿了淋巴液，破裂（3），結痂（4），並最終消失。有時可發生帶狀疱疹後遺神經痛是由於神經受到傷害（5）。

| 第1天 | 第2天 | 第5天 | 第6天 |
| ----- | ----- | ----- | ----- |
|       |       |       |       |

## 發病年齡與推測發病原因
通常發於四十歲以上者，曾經患過水痘的人，每三個就有一人可能會得。由於空氣污染等原因，該病在年輕人中發病比例也有升高趨勢。
通常是過度勞累，緊張，精神壓力過大，季節變換之際發生。
小童發病的案例則比較罕見。

## 高危人士
水痘帶狀疱疹病毒是寄居在人類身體上的常客，可以通過人傳人的方式飛沫感染。任何人都可能感染帶狀疱疹，不過以下3類人特別容易受到侵襲：
- 65歲以上人士。
- 兒時曾染有水痘者。
- 慢性病患者、孕婦等。

## 預防
目前药物治疗带状疱疹的效果有限，接种帶狀皰疹疫苗是预防的最有效手段。2006年5月，美国药企默克藥廠的带状疱疹疫苗Zostavax在美国獲准註冊，该疫苗为减毒活疫苗，使用對象為六十歲以上而以往曾患水痘之人士，研究証明使用此疫苗後能夠減少約百份之五十的發病率以及三分二的後遺神經痛症狀。英国药企葛蘭素史克产的带状疱疹疫苗Shingrix（中国商品名“欣安立适”）是一种重组亚单位疫苗，自2017年10月被美国食品药品监督管理局批准以来已在包括中国在内的许多国家投入使用，接种年龄范围为50岁及以上成人。2023年2月，中国药企长春百克生物的带状疱疹减毒活疫苗（中国商品名“感维”）获中国批准，并于同年6月上市，该疫苗适用于40岁及以上人群，发热等常见不良反应发生率低于10%，每针约1,400元人民币。
带状疱疹疫苗所使用的减毒活疫苗和重组疫苗两种技术都各有优势，其中减毒活疫苗的副作用少，适用人群范围更广且只需接种1针；重组疫苗需接种2针，但其总体保护效果更好，接种者免疫时间更长。

## 治疗
- 照顧水泡以防細菌感染、使用止痛藥。
- 神經阻斷術。麻醉藥注入頸部的星狀神經節（英语：Stellate ganglion）可治療頭頸部的帶狀疱疹。腰椎硬脊膜外麻醉用於軀幹部位的帶狀疱疹以預防後遺神經痛。建議水泡結痂後兩週到一個月內接受治療。
- 抗病毒藥物，如阿昔洛韋及泛昔洛韋。

## 台灣民間傳說
台灣民間將帶狀疱疹稱為皮蛇，早期台灣人認為，一個人會長疱疹是誤觸邪魅，帶狀疱疹成片的水皰看起來像蛇的鱗片，因而稱為皮蛇。身上長了皮蛇會又痛又癢，很像是火在燒，所以又出現「繞著身體長一圈就會死亡」的民間傳說，所以台灣有著「斬皮蛇」的習俗。

## 外部連結
- 微生物免疫學-Herpesviridae（疱疹病毒科） （页面存档备份，存于）
- NINDS Shingles Information Page （页面存档备份，存于）, National Institute of Neurological Disorders and Stroke
- 中的“带状疱疹”
- Links to pictures of Shingles (Hardin MD) （页面存档备份，存于） University of Iowa
- Facts About The Cornea and Corneal Disease: Herpes Zoster (Shingles), National Eye Institute